# مصرف الإمارات العربية المتحدة المركزي
مصرف الإمارات العربية المتحدة المركزي هو البنك المركزي لدولة الإمارات العربية المتحدة، ومقره العاصمة الإماراتية أبوظبي. أهم أدوار المصرف هو تنظيم السياسة النقدية والائتمانية والمصرفية في الدولة والإشراف على تنفيذها. المصرف هي الجهة الرسمية التي تطرح العملة النقدية في الدولة، الدرهم.

## التاريخ
```
أسس المصرف في 
19 مايو
 
1973
 تحت مسمى مجلس النقد لدولة الإمارات بموجب القانون الإتحادي رقم (2) لسنة 1973، حيث أصدر المجلس الدرهم الإماراتي، وهو العملة الوطنية التي خلفت العملات المتداولة في ذاك الوقت مثل: الدينار البحريني وريال دبي والريال القطري.
```

تم تحويل مجلس النقد إلى مصرف الإمارات العربية المركزي في 10 ديسمبر 1980 بموجب القانون الإتحادي رقم (10) لسنة 1980 بصفته مؤسسة عامة، وتوسعة مهامه لتشمل أعمال مجلس النقد – وتعيين عبد الملك يوسف الحمر محافظاً للمصرف المركزي. وتم إطلاق القانون الإتحادي رقم (14) لسنة 2018 بخصوص المصرف المركزي وتنظيم المؤسسات المالية وأنشطتها.
يتمتع مصرف الإمارات العربية المتحدة المركزي بسلطات لإصدار وإدارة العملة، وذلك لضمان استقرار العملة الوطنية في إطار النظام النقدي ؛ الإدارة الرشيدة لاحتياطيات المصرف المركزي الأجنبية ؛ تطوير ومراقبة النظام المصرفي في دولة الإمارات العربية المتحدة ؛ إدارة احتياطيات الذهب والعملات في الدولة ؛ وتمثيل دولة الإمارات في المؤسسات الدولية مثل صندوق النقد الدولي والبنك الدولي وصندوق النقد العربي.

## مجلس الإدارة
1. منصور بن زايد آل نهيان - رئيس مجلس الإدارة
2. عبد الرحمن صالح آل صالح - نائب رئيس مجلس الإدارة
3. جاسم محمد بوعتابة الزعابي - نائب رئيس مجلس الإدارة
4. خالد محمد بالعمى - محافظ مصرف الإمارات العربية المتحدة المركزي[2]
5. يونس الخوري - عضو مجلس الإدارة
6. د. علي محمد بخيت المداوي الرميثي - عضو مجلس الإدارة
7. سامي ضاعن القمزي - عضو مجلس الإدارة

## التنظيم الإداري
لدى المصرف المركزي 5 أفرع، ويقع المقر الرئيسي للمصرف في مدينة أبوظبي، وتقع الأفرع الخمسة الأخرى في كل من دبي، والشارقة، ورأس الخيمة، والفجيرة والعين، بالإضافة إلى للأقسام التالية:
- دائرة الرقابة على البنوك.
- دائرة العمليات المصرفية.
- دائرة البحوث والإحصاء.
- دائرة المالية.
- دائرة التدقيق الداخلي.
- دائرة حماية المستهلك.
- الشؤون الإدارية.[3]